# Paul Echegoyen
Paul Echegoyen est un illustrateur français né le 8 février 1981 à Tarbes.

## Biographie
Paul Echegoyen est né en 1981 dans les Pyrénées. Il suit des cours à l'académie de dessin de Tarbes, puis il va s'installer à Paris pour intégrer l'École Supérieure d'Arts Graphiques (ESAG) Penninghen. Inspiré par les films du studio Ghibli il dessine souvent des univers oniriques. Il a été exposé en galerie (notamment la galerie Daniel Maghen à Paris) et a illustrés plusieurs projets de littérature jeunesse ou de jeu de société.

## Publications

### Albums jeunesse
- Sébastien Perez et Paul Echegoyen, Le bal des échassiers, Seuil jeunesse, 2011 (ISBN 978-2-02-105101-8)
- Claude Clément et Paul Echegoyen, Baba Yaga, Seuil jeunesse, 2013 (ISBN 978-2-02-110603-9).
- Paul Echegoyen et Margot Rémy-Verdier, La légende de Momotaro, Marmaille & compagnie, 2016 (ISBN 978-2-36773-080-6)

- Paul Echegoyen et Amélie Vidélo, Les dimanches de Romulus, Marmaille & compagnie, 2016 (ISBN 978-2-36773-083-7)[2].
- Pog et Paul Echegoyen, 1900, Éditions les Minots, coll. « Mon étincelle », 2016 (ISBN 979-10-93893-21-1)
- 1902, Textes de Pog, Editions Les Minots (2018)
- Annabelle Thu Lan, Bertrand Galic et Paul Echegoyen, Le chat dans un ogre: petite leçon d'anatomie en 11 chansons, Didier jeunesse, coll. « Polichinelle », 2022 (ISBN 978-2-278-12167-0)[3]

- Myriam Dahman et Paul Echegoyen, La fille des quatre vents, Glénat jeunesse, 2023 (ISBN 978-2-344-05679-0)

### Bande dessinée
- Léonard & Salaï[4], tome 1, avec Lacombe, Éditions Soleil (2014), pré-publication en mars 2014 dans Le Monde[5]
- Les voyages de Gulliver - De Laputa au Japon[6], scénario de Galic, Éditions Soleil (2020)[7]

### Illustration
- Artbook 5,6,7 et 8, Éditions CFSL INK (2011 à 2016).
- Magnitude 9, Éditions CFSL INK (2012).
- DADA, n°197, édition Arola (2015).
- DADA, n°248, édition Arola (2020).
- Artbook Duo, Collectif, Editions Glénat (2022).

### Jeux de société
- DIXIT : HARMONIES, Éditions Libellud (2017)
- DIXIT : ANNIVERSARY, Éditions Libellud (2018)
- " Dans la Jungle ", puzzle, DJECO (2019)

### Couvertures de romans
- L'arpenteuse de rêves, d'Estelle Faye, Rageot (2021)
- Halanga tome 1 : Les mangeurs de pierre, de Katrina Kalda, Syros (2023)
- Halanga tome 2 : Les hommes oiseaux, de Katrina Kalda, Syros (2024)
- L'apprentie Voleuse tome 1 : La guilde des montagnes, de Alexandra Ott, Editions du Seuil (2024)
- L'académie des sombres maléfices, d'Ariane Guézouli, Rageot (2024)

## Prix et distinctions
- 2021, Grand prix de la BD bretonne (Penn-ar-BD)[8] pour Les voyages de Gulliver - De Laputa au Japon, avec Bertrand Galic